# Camille Tourville

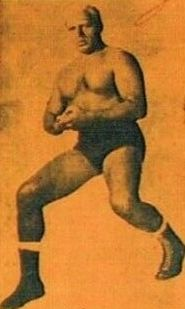
Tarzan Tyler em um cartaz de luta livre de Atlanta de 1963

Camille Tourville (1927 - 24 de dezembro de 1985) foi um lutador de wrestling profissional e manager canadense mais conhecido como Tarzan Tyler. Ele foi, com Luke Graham, o primeiro Campeão Mundial das Duplas da WWWF. Ele faleceu em 24 de dezembro de 1985, aos 58 anos.

## Carreira
Tarzan Tyler faleceu em um acidente de carro com o lutador Pierre "Mad Dog" Lefebvre e o juiz Adrien Desbois, em Laurentides Provincial Park, enquanto retornava de um evento em Chicoutimi, Quebec.
Ele foi três vezes Campeão dos Pesos-Pesados pela Grand Prix Wrestling em Montreal nos anos 70.

## Títulos e prêmios
- Central States Wrestling
  - NWA Central States Heavyweight Championship (1 vez)

- Championship Wrestling from Florida
  - NWA Brass Knuckles Championship (Versão da Florida) (2 vezes)
  - NWA Florida Heavyweight Championship (1 vez)
  - NWA Florida Television Championship (2 vezes)
  - NWA Southern Heavyweight Championship (Versão da Florida) (2 vezes)
  - NWA Southern Tag Team Championship (Versão da Florida) (1 vez) - com Louie Tillet
  - NWA World Tag Team Championship (Versão da Florida) (2 vezes) - com Tim Tyler (1) e Freddie Blassie (1)

- Japan Wrestling Association
  - NWA International Tag Team Championship (1 vez) - com Bill Watts

- Mid-South Sports
  - NWA Georgia Heavyweight Championship (1 vez)
  - NWA World Tag Team Championship (Versão da Geórgia) (1 vez) - com Lenny Montana

- World Wide Wrestling Federation
  - WWWF International Tag Team Championship (1 vez) - com Luke Graham
  - WWWF World Tag Team Championship (1 vez, inaugural) - com Luke Graham